# İnter Peşəkar İdman Klubu 2010-2011
Questa voce raccoglie le informazioni riguardanti l'İnter Peşəkar İdman Klubu nelle competizioni ufficiali della stagione 2010-2011.

## Rosa
| N. |                        | Ruolo | Calciatore           |
| -- | ---------------------- | ----- | -------------------- |
| 1  | Georgia (bandiera)     | P     | Giorgi Lomaia        |
| 4  | Brasile (bandiera)     | D     | Accioly              |
| 5  | Bulgaria (bandiera)    | D     | Živko Želev          |
| 6  | Estonia (bandiera)     | D     | Dmitri Kruglov       |
| 7  | Azerbaigian (bandiera) | C     | Nizami Hacıyev       |
| 8  | Azerbaigian (bandiera) | C     | Aleksandr Çertoqanov |
| 9  | Azerbaigian (bandiera) | C     | Rovshan Amiraslanov  |
| 11 | Azerbaigian (bandiera) | C     | Tofiq Mikayılov      |
| 13 | Rep. Ceca (bandiera)   | C     | Bronislav Červenka   |
| 14 | Bulgaria (bandiera)    | C     | Petar Zlatinov       |
| 15 | Azerbaigian (bandiera) | D     | Volodimir Levin      |
| 16 | Azerbaigian (bandiera) | A     | Elnur Abdulov        |
| 17 | Azerbaigian (bandiera) | C     | Sabuhi Ismayilov     |
| 18 | Georgia (bandiera)     | D     | Ilia Kandelaki       |

| N. |                        | Ruolo | Calciatore           |
| -- | ---------------------- | ----- | -------------------- |
| 19 | Georgia (bandiera)     | C     | David Odikadze       |
| 20 | Lettonia (bandiera)    | A     | Ģirts Karlsons       |
| 21 | Azerbaigian (bandiera) | C     | Arif Daşdəmirov      |
| 23 | Azerbaigian (bandiera) | C     | Shahriyar Rahimov    |
| 32 | Lituania (bandiera)    | A     | Robertas Poškus      |
| 42 | Azerbaigian (bandiera) | P     | Səlahət Ağayev       |
| 44 | Georgia (bandiera)     | D     | Valeri Abramidze     |
| 72 | Azerbaigian (bandiera) | P     | Anar Maharramov      |
| 84 | Brasile (bandiera)     | D     | Filipe Machado       |
| 88 | Georgia (bandiera)     | C     | Kakhaber Mzhavanadze |
|    | Lituania (bandiera)    | D     | Paulius Paknys       |
|    | Azerbaigian (bandiera) | C     | Jamal Mammadov       |
|    | Georgia (bandiera)     | A     | Bachana Tskhadadze   |
|    | Bulgaria (bandiera)    | D     | Daniel Genov         |